# NPO 1
NPO 1 est la première chaîne de télévision nationale aux Pays-Bas. Elle émet ses programmes de télévision depuis le 2 octobre 1951. En 2008, c'est la chaîne la plus regardée aux Pays-Bas décrochant une part de marché de 22,5 % en soirée (de 18h00 à 24h00).
C'est une chaîne publique appartenant au service public Nederlandse Publieke Omroep (« Radio-télévision publique des Pays-Bas ») — qui détient également les chaînes NPO 2 et NPO 3. La chaîne diffuse une grande variété de programmes, elle est habituée à de fortes audiences.

## Histoire
Du 2 juin au 24 août 2008, Nederland 1 diffuse l'Euro 2008, le Tour de France 2008, les Jeux olympiques d'été de 2008 en haute définition, avant de rendre la chaîne totalement accessible en HD courant 2009.
Le 19 août 2014, elle est rebaptisée « NPO 1 » comme ses stations sœurs qui se nomment désormais NPO 2, NPO 3 etc. Shula Rijxman, membre du conseil d'administration de la Nederlandse Publieke Omroep, a annoncé cela le 21 janvier 2014 sur la radio BNR Nieuwsradio.

### Identité visuelle (logo)

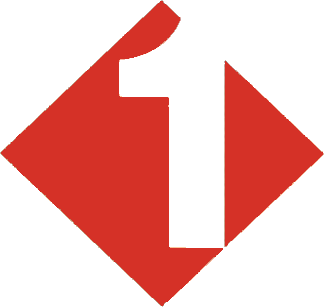
Logo de Nederland 1 du 24 août 2000 au 5 septembre 2003
Logo de Nederland 1 du 5 septembre 2003 au 19 août 2014
Logo de Nederland 1 HD de 4 juillet 2009 au 19 août 2014
Logo actuel de NPO 1 depuis le 19 août 2014

## Programmes

### Émissions
Les programmes diffusés par la chaîne sont, en grande partie, à destination du grand public, elle émet entre autres des émissions de variétés, des jeux télévisés, des séries, des drames et des comédies. Le 4 septembre 2006, l'émission d'information, TweeVandaag (« La Deux Aujourd'hui »), diffusée sur NPO 2, change de chaîne et se retrouve alors sur NPO 1 sous le nom de ÉénVandaag (« La Une Aujourd'hui »).
En plus des programmes réguliers, NPO1 retransmet également les grands événements. C'est pourquoi presque tous les bulletins du NOS Journaal, les émissions de NOS Studio Sport le week-end et les évènements importants (comme le Prinsjesdag ou la Fête du Roi) sont proposés par NPO 1. On constate, avec la grille des programmes en première partie de soirée notamment, que la chaîne diffuse essentiellement des programmes de divertissement.
Actuellement, la plupart des plus grandes productions de la NPO sont présentés par NPO 1. Quelquefois, la chaîne est surnommée le navire amiral, le fleuron de la NPO.